# Crowded
Crowded – amerykański serial telewizyjny (sitcom) wyprodukowany przez Hazy Mills Productions oraz Universal Television. Twórcą serialu jest Suzanne Martin. Crowded jest emitowany od 15 marca 2016 roku przez NBC. 13 maja 2016 roku stacja NBC postanowiła zakończyć produkcję serialu po pierwszym sezonie.

## Fabuła
Serial opowiada o małżeństwie Gunn, którzy po 20 latach wspólnego życia postanawiają przeprowadzić się do Kalifornii. Plany komplikują się kiedy ich dorosłe dzieci zamierzają się znowu wprowadzić.

## Obsada

### Główna
- Miranda Cosgrove jako Shea Gunn[3]
- Carrie Preston jako Martina Gunn[4]
- Stacy Keach jako Bob Gunn[5]
- Sheryl Rubio jako Anna Moore
- Carlease Burke jako Alice
- Mia Serafino jako Stella Gunn[6]
- Patrick Warburton jako Mike Gunn[7]

## Odcinki
| Sezon | Sezon | Odcinki | Oryginalna emisja | Oryginalna emisja | Oryginalna emisja | Oryginalna emisja | Oryginalna emisja |
| Sezon | Sezon | Odcinki | Premiera sezonu   | Finał sezonu      | Premiera sezonu   | Finał sezonu      |                   |
| ----- | ----- | ------- | ----------------- | ----------------- | ----------------- | ----------------- | ----------------- |
|       | 1     | 13      | 15 marca 2016     | 22 maja 2016      | brak danych       | brak danych       |                   |

### Sezon 1 (2016)
| #  | Tytuł               | Reżyseria     | Scenariusz                | Premiera NBC     | Premiera |
| -- | ------------------- | ------------- | ------------------------- | ---------------- | -------- |
| 1  | Pilot               | James Burrows | Suzanne Martin            | 15 marca 2016    |          |
| 2  | Present Tense       | James Burrows | Suzanne Martin            | 15 marca 2016    |          |
| 3  | Brother             | James Burrows | Claudia Lonow             | 20 marca 2016    |          |
| 4  | RearviewMirror      | James Burrows | Sam Johnson, Chris Marcil | 27 marca 2016    |          |
| 5  | Amongst the Waves   | James Burrows | Tom Hertz                 | 3 kwietnia 2016  |          |
| 6  | Nothing As It Seems | Andy Cadiff   | Kellie R. Griffin         | 10 kwietnia 2016 |          |
| 7  | The Fixer           | Andy Cadiff   | Chelsea Myers             | 17 kwietnia 2016 |          |
| 8  | Given to Fly        | James Burrows | Josh Greenberg            | 17 kwietnia 2016 |          |
| 9  | Unemployable        | James Burrows | Sabrina Jalees            | 24 kwietnia 2016 |          |
| 10 | Better Man          | Andy Cadiff   | Jack Moore                | 1 maja 2016      |          |
| 11 | Daughter            | James Burrows | Emily Heller              | 8 maja 2016      |          |
| 12 | In Hiding           | Stan Lathan   | Steve Vitolo              | 15 maja 2016     |          |
| 13 | Come Back           |               |                           | 22 maja 2016     |          |

## Produkcja
15 stycznia 2015, stacja NBC zamówiła pilotowy odcinek serialu Crowded

8 maja 2015 roku, stacja NBC zamówiła pierwszy sezon serialu Crowded na sezon telewizyjny 2015/2016, którego premiera jest zaplanowana na midseason